# هورست استمکه
هورست استمکه (انگلیسی: Horst Stemke؛ زادهٔ ۴ مارس ۱۹۴۲) بازیکن فوتبال اهل ایالات متحده آمریکا بود.
وی به‌همراه تیم ملی فوتبال ایالات متحده آمریکا در بازی‌های المپیک تابستانی ۱۹۷۲ شرکت کرده‌است.